# プラークシテアー
プラークシテアー（古希: Πραξιθέα, Prāxitheā）は、ギリシア神話のニュンペーあるいは女性である。長母音を省略してプラクシテアとも表記される。主に、
- エリクトニオスの妻
- エレクテウスの妻
- ケレオスの妻
- テスピオスの娘

が知られている。以下に説明する。

## エリクトニオスの妻
このプラークシテアーは、水のニュンペーで、ゼウクシッペーと姉妹。アテーナイの王エリクトニオスの妻で、パンディーオーンの母。

## エレクテウスの妻
このプラークシテアーは、河神ケーピーソスの娘ディオゲネイアとプラシモスの娘で、アテーナイの王エレクテウスの妻となり、ケクロプス、パンドーロス、メーティオーン、プロクリス、クレウーサ、クトニアー、オーレイテュイア、プロートゲネイア、パンドーラーを生んだ。
プラークシテアーはエウリーピデースの散逸した悲劇『エレクテウス』の登場人物で、ここではプラークシテアーは我が子よりも国を大切に考える女性として描かれた。すなわち、アテーナイがエウモルポスと戦争したさい、勝利するには娘を犠牲にしなければならないと神託で告げられたが、プラークシテアーは自ら進んで娘を犠牲に捧げたのである。しかし戦争には勝利したが夫エレクテウスが戦死したため、プラークシテアーは嘆き悲しんだ。アテーナーはプラークシテアーをなぐさめ、娘たちはヒュアキントスの女神（ヒュアキンティディス）として広く知れわたることになること、エレクテウスはポセイドーンの名を得て供犠のさいにその名で呼ばれる名誉を得ることを告げた。またプラークシテアー自身はアテーナーの巫女になったという。

## ケレオスの妻
このプラークシテアーは、一説にエレウシースの王ケレオスの妻。アポロドーロスによればケレオスの子デーモポーンの乳母。デーメーテールがデーモポーンを火にくべるのを見て、悲鳴を上げた。しかしアポロドーロスの同箇所は写本の読み間違いの可能性が指摘されている。

## テスピオスの娘
このプラークシテアーは、テスピアイの王テスピオスの50人の娘の1人。ヘーラクレースとの間にネーポスを生んだ。